# هيويل ديفيز (فارس)
هيويل ديفيز (بالإنجليزية: Hywel Davies)‏ هو فارس بريطاني، ولد في 1957 في كارديغان ‏ في المملكة المتحدة.